# NGC 2067
NGC 2067 je odrazna maglica u zviježđu Orionu. 

## Vanjske poveznice
- SEDS: NGC 2067